# پینگوئین (تاسمانی)
پینگوئین (به انگلیسی: Penguin) یک شهرک در استرالیا است که در تاسمانی واقع شده‌است.